# Goatess
Goatess ist eine schwedische Stoner-Doom-Band aus Stockholm, die im Jahr 2009 unter dem Namen Weekend Beast gegründet wurde.

## Geschichte
Die Band wurde im Frühsommer 2009 unter dem Namen Weekend Beast gegründet, nachdem der Gitarrist Niklas und der Sänger Christian „Chritus“ Linderson schon länger eine Bandgründung geplant hatten. Linderson war zuvor bereits bei den Bands Count Raven, Saint Vitus, Terra Firma und Lord Vicar tätig. Im August 2012 benannte sich die Band in Goatess um.
Über Svart Records erschien 2013 ein selbstbetiteltes Debütalbum, eine exklusive Japan-Edition wurde von Spiritual Beast vertrieben. Im April 2014 ersetzte die Band The Oath auf dem Roadburn Festival. Im April 2016 folgte mit II: Purgatory Under New Management das zweite Studioalbum der Band.

## Stil
Laut Metal-Hammer-Autor Björn Springorum spielt die Band auf Goatess okkulten Stoner Doom, wobei man die okkultistischen Züge schon am Albumcover und der Wahl der Liedtitel ablesen könne. Springorum fand, dass „der Bass schlabbert, die Gitarren anklagend summen und die Drums träge poltern“. Der Sänger Linderson klinge so, „als würde Ozzy in einer Soundgarden-Coverband singen“. Das Lied Tentacles of Zen verwende Samples und dröhnende Dopethrone-Gitarren. Wiederholt wird Goatess von Musikkritikern mit Bands wie etwa Black Sabbath oder Kyuss verglichen.

## Diskografie
- 2013: Goatess (Album, Svart Records)
- 2016: II: Purgatory Under New Management (Album, Svart Records)